# RAM Café
RAM Café – seria czternastu 2-płytowych kompilacji utrzymanych w klimacie lounge music oraz chillout, wydanych przez Magnetic Records i wrocławskie Radio RAM.
Na serię składają się:
| Data wydania | Tytuł płyty                  | Certyfikat           |
| ------------ | ---------------------------- | -------------------- |
| 2006         | RAM Café Lounge & Chillout   | POL: platynowa płyta |
| 2007         | RAM Café 2 Lounge & Chillout | POL: platynowa płyta |
| 2008         | RAM Café 3 Lounge & Chillout | POL: złota płyta     |
| 2009         | RAM Café 4 Lounge & Chillout | POL: złota płyta     |
| 2010         | RAM Café 5 Lounge & Chillout | POL: złota płyta     |
| 2011         | RAM Café 6 Lounge & Chillout | POL: złota płyta     |
| 2012         | RAM Café 7                   | POL: złota płyta     |
| 2013         | RAM Café 8                   |                      |
| 2014         | RAM Café 9                   |                      |
| 2015         | RAM Café 10                  |                      |
| 2016         | RAM Café 11                  |                      |
| 2017         | RAM Café 12                  |                      |
| 2018         | RAM Café 13                  |                      |
| 2019         | RAM Café 14                  |                      |
| 2020         | RAM Café 15                  |                      |